# Christoph Lanzendörfer
Christoph Lanzendörfer (* 1954 in Erlangen) ist ein deutscher Internist, Buchautor und Politiker (SPD).

## Ausbildung und Beruf
Nach dem Abitur 1973 in Syke und dem Studium der Humanmedizin mit Begleitstudien in Philosophie und Theologie in Bonn durchlief Lanzendörfer eine ärztliche Ausbildung in Bassum, Bremerhaven und Emden, ehe er 1995 Oberarzt am St. Marienhospital in Vechta für die Disziplinen Kardiologie, Nephrologie und Diabetologie wurde. Weitere Qualifikationen erreichte er in Psychotherapie, Suchtmedizin, Notfallmedizin und Hypertensiologie. Seit 2002 arbeitet er in einer Gemeinschaftspraxis in Bassum als Internist und Psychotherapeut. Berufsbegleitend schloss Lanzendörfer ein Studium der Gesundheitsökonomie ab.
Er publiziert über Pharmakologie, besonders Psychopharmakologie, Psychosomatik und Innere Medizin.
Als Landarzt war Lanzendörfer zu Gast im Politmagazin Monitor und in der Talkshow hart aber fair.

## Politik
Lanzendörfer trat 1971 der SPD bei und ist seit 1976 Mitglied des Stadtrats seiner Heimatstadt Bassum. Er ist Fraktionsvorsitzender der SPD-Stadtratsfraktion in Bassum. Außerdem ist Lanzendörfer Mitglied der SPÖ, des Arbeiter-Samariter-Bundes und des Vereins demokratischer Ärzt*innen.
Lanzendörfer trat als Direktkandidat für die SPD zur Bundestagswahl 2013 im Bundestagswahlkreis Diepholz – Nienburg I an, unterlag allerdings dem Amtsinhaber Axel Knoerig (CDU).

## Werke
- Persönlichkeit und postoperativer Heilungsverlauf. Dissertation, Universität Bonn, 1987.
- Psychopharmakologie für Krankenpflegeberufe. Mit einem Kurzlehrbuch der Psychiatrie. Springer, Heidelberg 1993, ISBN 3-540-56598-1 (zusammen mit Joachim Scholz).
- Herzpharmaka. Ein Leitfaden für Pflegende. Springer, Heidelberg 1994, ISBN 3-540-58128-6 (zusammen mit Silke Düngemann).
- Psychopharmaka. Pillen für die Seele. Springer, Heidelberg 1995, ISBN 3-540-58526-5 (zusammen mit Joachim Scholz).
- Psychosomatik in der Pflege und „Aktivitäten des täglichen Lebens“. Schattauer, Stuttgart 1996, ISBN 3-7945-1739-3.
- Innere Medizin. Lehrbuch für Pflegende, Krankheitslehre, Krankheitsbeobachtung, spezielle Pflege. Springer, Heidelberg 1998, ISBN 3-540-62623-9 (zusammen mit Resi Lanzendörfer, Harald Schardelmann und Christian Subbe).
- Rechtsfragen bei psychiatrischen Patienten. Praxisprobleme und Lösungsvorschläge. Urban & Fischer, München 1999, ISBN 3-437-51056-8 (zusammen mit Joachim Scholz).
- Psychopharmaka. Ein Light-Faden. Urban & Fischer, München 2002, ISBN 3-437-22720-3 (zusammen mit Joachim Scholz).